# Raid 28
Le RAID 28 est un raid-orientation pédestre en milieu naturel en Île-de-France, par équipe mixte de cinq participants. Le RAID 28 s’effectue en hiver en partie de nuit et en autonomie complète, chaque équipe transportant ses vivres, son équipement personnel et son matériel obligatoire sans aide extérieure.

## Historique
Né d'un défi que s'est lancé l'Équipe Turoom en préparant le célèbre Raid Gauloises, le trajet de Bures-sur-Yvette jusqu'à la cathédrale de Chartres était une manière de s'entraîner près de Paris en réunissant des conditions difficiles. C'est ainsi qu'est né en janvier 1994 le Raid 28, course qui propose aux équipes participantes d'affronter les conditions difficiles d'une progression qui part de nuit en hiver, en pleine nature, sans ravitaillement et en faisant sa route à la carte et à la boussole.

## La course

### Parcours
Une des particularités du Raid 28 est que le parcours change tous les ans, les lieux exacts de départ et d’arrivée étant confirmés aux capitaines des équipes dans les six jours qui précèdent le départ.

### Équipe
L’inscription au RAID 28 se fait par équipe de cinq personnes avec au moins une femme et au moins un homme (dite équipe complète mixte).
Il s'agit d'arriver à cinq en passant partout où cela est imposé, en allant le plus vite possible sous peine d'élimination. La gestion de l'équipe est une des clefs du succès dans ce genre d'épreuve où le capitaine doit former une équipe complémentaire et solidaire.

### Autonomie et équipement obligatoire
L'autonomie est totale, toute assistance extérieure étant formellement interdite. Il est tentant de partir le plus léger possible mais l'organisation veille à la sécurité de tous et impose un équipement minimum contrôlé par l'organisation avant le départ :
- Matériel obligatoire par équipe :
  - Boussole
  - Téléphone portable
  - Mini-pharmacie

- Matériel obligatoire par concurrent :
  - Éclairage et pile(s) de rechange
  - Couverture de survie
  - Veste polaire ou vêtement chaud
  - Chaussures adaptées.
  - Vêtement imperméable
  - Chaussettes de rechange
  - Gants
  - Casquette ou bonnet
  - Brassard fluorescent.
  - 2 à 3 litres de boisson
  - Alimentation (barres céréales, fruits secs...).

### Balises
Une centaine de balises est positionnée sur le terrain : balises « vertes » à pénalités (si pas pointées) et « bleues » à bonus (si pointées). 
- Les balises vertes définissent le trajet « au plus court » et ne présentent en général pas de difficultés particulières (on pourrait dire qu'elles sont « en bordure de chemin ») .
- Les bleues sont plus techniques car elles confrontent l'équipe aux particularités du terrain et font appel à une orientation plus fine.

### Documents de course
À 22 heures pile les documents de courses sont remis aux capitaines :
- les cartes nécessaires à la progression (carte IGN au 1/25000).
- la feuille de route qui donne :

- Les PC (points de contrôle) : points de passage obligatoires (disqualifiant) situés sur des traversées de routes qui se font sous le contrôle de l'organisation.
- La définition de chaque balise.
- les annexes définissant les spéciales.

### Les spéciales
Les spéciales réparties tout au long du parcours se veulent ludiques et techniques et sont des enchainements de balises à la définition particulière (spéciale) :  CO sur carte au 10 000, CO au score, définition sur photo aérienne, carte imprimée à l'envers,  Memory (il faut retenir la position des balises lue sur une carte présentée par un GO), CO de précision, CO Memory de poste à poste…

### Barrières horaires
À surveiller car il est toujours difficile de se faire arrêter à 8 h du matin après 10 heures d'effort. Les barrières sont positionnées pour que l'équipe passe l'arrivée dans les 18 heures imparties. Elles sont généralement calculées sur une vitesse de progression minimum de 4-5 km/h.

### Classement
Ne sont classées que les équipes arrivant complètes avant la fermeture de la course. Le classement se fait en temps compensé (temps de course  + 'pénalités balises vertes' - ' bonus balises bleues’)

## Stratégie
Hormis pour les deux trois premières équipes où la stratégie est simple : aller vite et pointer toutes les balises, pour tous les autres équipes le choix des options est primordial (s'engager dans une spéciale, aller chercher une balise bleue alors que déjà un équipier semble dans le rouge...)

## Événements connexes

### Raid 28 - Le Jeu
Raid 28 - Le Jeu est un  jeu d’énigmes sur Internet qui précède la course, les raiders y viennent se défier pour trouver un indice, généralement un lieu de passage, qui leur sera de grande aide dans leur nuit de course.

#### Historique du forum
Il y a toujours eu une grande activité sur le forum du Raid 28 dans les semaines qui précédent la course. Après les longues semaines de préparation de parcours pour les organisateurs, d’entrainement pour les coureurs, c’est l’occasion pour tous de venir se saluer, voir de sympathiquement se défier.
De façon quasi institutionnelle de nombreux posts de style pseudo-scientifique y comparent la course d’orientation avec la physique quantique, l’idée sous-jacente est que l’on ne sait jamais trop où sont les coureurs dans la nuit, et les coureurs eux-mêmes non plus d'ailleurs, d’où ces envolées lyriques à propos du Chat de Schrödinger.
Les questions en ligne font partie de ce buzz précédent la course, historiquement, elles étaient posées sur le forum de la course et animées par le célèbre Kloug (membre fondateur de l’équipe Turoom). Depuis l’édition de 2009 elles ont pris leur indépendance et ont donné naissance à Raid 28 - Le Jeu, avec son site internet dédié.
«personne ne l'a vu et il n'aura réellement accompli son rôle qu'après avoir été retrouvé». 

Arpajon
Le Final 2009

 C’est la raison du jeu, enchainer les questions pour obtenir l’indice final.  Étonnamment, il n’y avait pas de questions explicites à résoudre dans les deux dernières éditions :

#### Édition 2009
En 2009, il fallait entrevoir que les réponses aux quatre questions donnaient une description du blason d’Arpajon : 
 « Écartelé : au 1, de gueules, à la croix de croix de Toulouse, vidée, clechée et pommetée d'or (Toulouse, comtes de Lautrec) ;au 2, d'argent, à quatre pals de gueules, (Séverac) ; au 3, de gueules, à la harpe d'or (Arpajon); au 4, d'azur, à trois fleurs-de-lis d'or, au bâton noueux de gueules, péri en barre (Bourbon-Roussillon). Sur le tout de gueules, à la croix d'argent de l'Ordre de Malte »

#### Édition 2010
En 2010, la progression dans le Jeu, amenait après une dernière question de cryptographie à un simple mot clef « stéganographie », renvoyant par là les joueurs à la lecture d’Edgar Allan Poe «La Lettre volée» : la carte désirée était cachée depuis le premier jour du jeu dans le fond d’écran du Jeu. Les meilleurs réussirent à faire apparaitre dans ce qui ressemblait à une nuit étoilée la carte des « Taillis d’Epernon »

### La soirée des panards
Remise des récompenses environ trois mois après la course.

## Historique des éditions précédentes
| Date          | Équipes (Classées) | Départ           | Arrivée             | km       | Vainqueur                         |
| ------------- | ------------------ | ---------------- | ------------------- | -------- | --------------------------------- |
| 1994 le 23/01 | 1 (1)              | Bures-sur-Yvette | Chartres Bois-Paris | 60       | Equipe Turoom                     |
| 1995 le 22/01 | 3 (1)              | Bures-sur-Yvette | Chartres Bois-Paris | 60       | Lady-L de l'Aérospatiale          |
| 1996 le 21/01 | 20 (12)            | Les Ulis         | Chartres Bois-Paris | 62       | Orient' à Fond                    |
| 1997 le 19/01 | 30 (12)            | Les Ulis         | Nogent-Le-Phaye     | 66       | Orient' à Fond                    |
| 1998 le 18/01 | 40 (17)            | Les Ulis         | Gasville-Oisème     | 70       | Orient' à Fond                    |
| 1999 le 17/01 | 55 (19)            | Les Ulis         | Lèves               | 90       | Orient' à Fond                    |
| 2000 le 16/01 | 65 (19)            | Chartres         | Les Ulis            | 80       | Orient' à Fond                    |
| 2001 le 21/01 | 46 (16)            | Bures-sur-Yvette | Maintenon Pierres   | 84       | Orient' à Fond                    |
| 2002 le 20/01 | 40 (23)            | Bures-sur-Yvette | Béville-le-Comte    | 84       | Orient' à Fond                    |
| 2003 le 19/01 | 43 (32)            | Bures-sur-Yvette | Hanches             | 72       | Orient' à Fond                    |
| 2004 le 18/01 | 29 (26)            | Bures-sur-Yvette | Bures-sur-Yvette    | 75/87    | Les P'tits Loups du CSM Rilleux   |
| 2005 le 16/01 | 34 (27)            | Bures-sur-Yvette | Béville-le-Comte    | 55/75/95 | Les Amis du Zoo                   |
| 2006 le 14/01 | 35 (18)            | Bures-sur-Yvette | Nogent-Le-Roi       | 75/85    | Esprit Raid Latitude Sport        |
| 2007 le 13/01 | 53 (32)            | Bures-sur-Yvette | Épernon             | 70-85    | Esprit Raid-Latitude Sport        |
| 2008 le 19/01 | 62 (54)            | Épernon          | Bures-sur-Yvette    | 67-75    | Arverne Outdoor-Sylva Orientsport |
| 2009 le 17/01 | 57 (23)            | Bures-sur-Yvette | Bures-sur-Yvette    | 80-90    | Airxtrem Arverne - Oxistis        |
| 2010 le 16/01 | 38 (28)            | Dreux            | Bures-sur-Yvette    | 80-90    | Quechua Célestes                  |